# Beszterec
Beszterec là một thị trấn thuộc hạt Szabolcs-Szatmár-Bereg, Hungary. Thị trấn này có diện tích 11,59 km², dân số năm 2010 là 1040 người, mật độ 90 người/km².